# The Stranger Beside Me
The Stranger Beside Me (en español: Un extraño a mi lado) es un libro de crimen verdadero autobiográfico y biográfico, escrito por Ann Rule en 1980 sobre el asesino en serie Ted Bundy, a quien conoció personalmente antes y después de su arresto por una serie de asesinatos. Las revisiones posteriores del libro se publicaron en 1986, 1989 y 2000.

## Resumen de la trama
Los primeros capítulos después de la breve introducción sobre el nacimiento y la familia de Bundy describen la amistad de Rule con Bundy, sus primeras impresiones de él, y su renuncia a considerar la evidencia de que él podría ser responsable de los delitos que se le imputaban.
El relato de los asesinatos en la fraternidad Chi Omega de la Universidad Estatal de Florida en enero de 1978 está escrito en tercera persona no omniscente, ya que el autor no se identifica como Bundy, manteniendo así la documentación de estos eventos en sincronía con el conocimiento a disposición de los funcionarios en ese momento.
No es sino hasta la captura de Bundy y los ensayos en Florida que Rule reconoce plenamente que Bundy es un asesino en serie. Ella encuentra la idea tan impactante que "va (corriendo) hacia el baño de damas y vomita". Un epílogo, tras el lamento de Rule por Bundy y sus víctimas, describe el juicio de Kimberly Leach, la niña de 12 años que violó y mató. La actualización del libro en 1989 describe la ejecución de Bundy, y la del 2000 toca muchos temas, incluyendo el de varias mujeres que afirman haber encontrado a Bundy en los años 70, la jubilación de Robert Keppel de su trabajo de detective y su empleo en la Universidad de Washington, además de la posible participación de Bundy en la desaparición sin resolver de Ann Marie Burr, una chica que desapareció en 1961, cuando Bundy tenía 14 años.

## Adaptación cinematográfica
En 2003, The Stranger Beside Me fue adaptado a la televisión; dicha película estuvo protagonizada por Billy Campbell como Bundy y Barbara Hershey como Rule.